# Engstlige
Die Engstlige (Berndeutsch Entschlige) ist ein rund 25 Kilometer langer linker Nebenfluss der Kander im Schweizer Kanton Bern.

## Geographie

### Verlauf
Die Engstlige entspringt am Ammertengrat oberhalb der Engstligenalp.
Sie fliesst nach Norden durch das nach ihr benannte Tal und nimmt mehrere kleine Bergbäche auf, bevor sie einen der höchsten Wasserfälle der Schweiz, die Engstligenfälle, bildet.
Unterhalb von Frutigen mündet die Engstlige in einem kanalisierten Flussbett in die Kander. Auf einer Länge von rund 25 km hat sie ein Gefälle von rund 1560 m.

### Einzugsgebiet
Das 144,67 km² grosse Einzugsgebiet der Engstlige wird über die Kander, die Aare und den Rhein zur Nordsee entwässert.
Es besteht zu 20,9 % aus bestockter Fläche, zu 45,7 % aus Landwirtschaftsfläche, zu 2,3 % aus Siedlungsfläche, zu 0,8 % aus Gletscher/Firn, zu 1,2 % aus Gewässerfläche und zu 29,0 % aus unproduktiven Flächen.
Die Flächenverteilung
Die mittlere Höhe des Einzugsgebietes beträgt 1737 m ü. M., die minimale Höhe liegt bei 754 m ü. M. und die maximale Höhe bei 3229 m ü. M.

### Zuflüsse
Die wichtigsten Seitenbäche sind der Allenbach und der Tschentbach.
- Tschingellochtigbach (rechts), 2,2 km
- Groppibächli (rechts), 0,7 km
- Lägerbach (rechts), 0,7 km
- Strubelbach (rechts), 2,6 km, 7,31 km²
- Stigwengbächli (rechts), 1,4 km
- Triestbächli (rechts), 0,5 km
- Wildibach (links), 0,8 km
- Chälibächli (links), 0,4 km
- Artelebach (rechts), 1,5 km (mit Vordere Artelebach 2,8 km), 3,14 km²
- Schnittegräbli I (links), 0,4 km
- Schnittegräbli II (links), 1,2 km
- Truniggräbli I (links), 0,3 km
- Truniggräbli II (links), 0,3 km
- Birggrabe (rechts), 1,4 km
- Willeschwandgrabe (rechts), 1,0 km

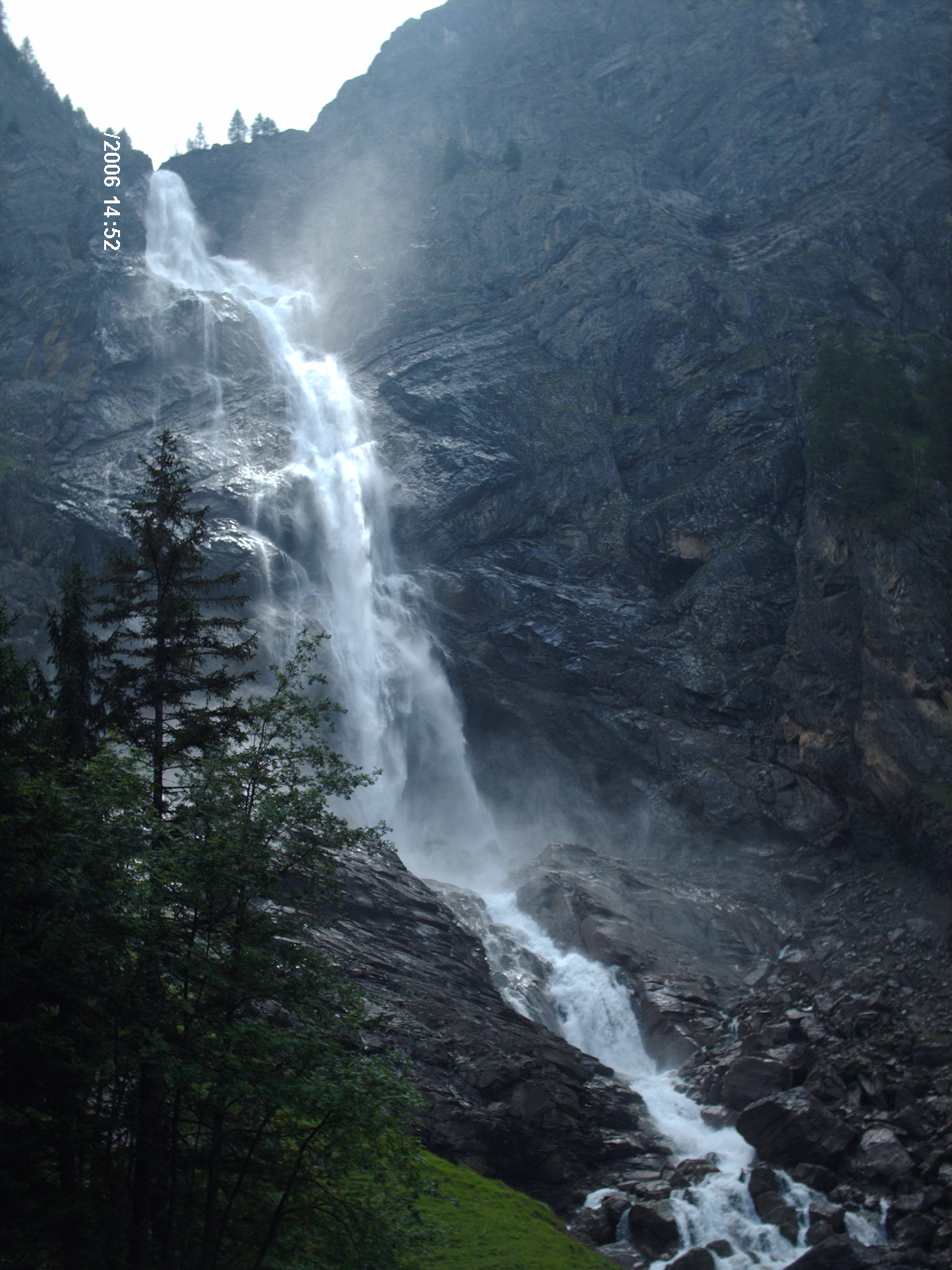
Unterer Engstligenfall

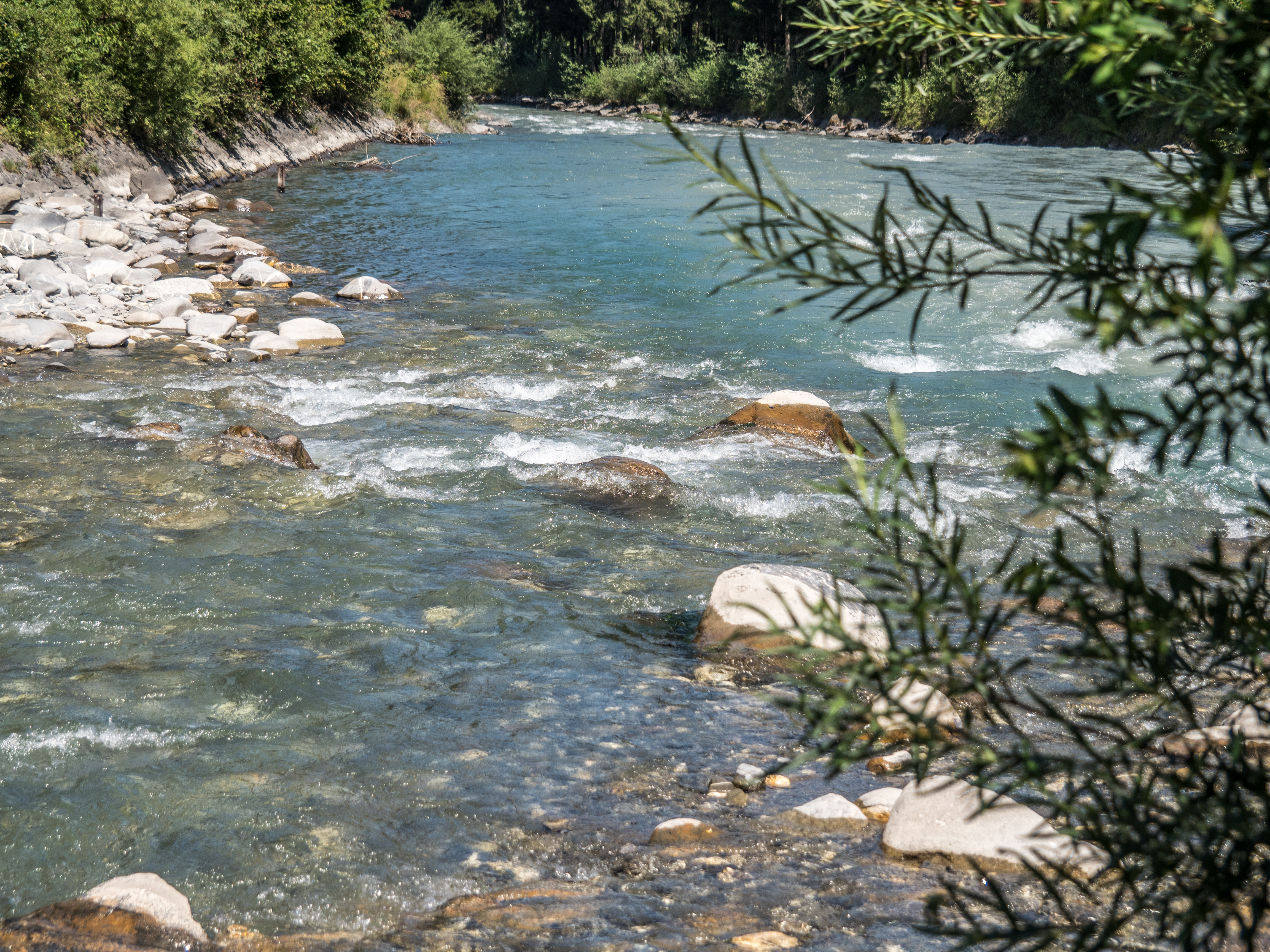
Mündung in die Kander

- Hundsgrabe (rechts), 1,3 km
- Huserweidgrabe (rechts), 0,4 km
- Allenbach (links), 8,5 km
- Tschentbach (links), 4,5 km
- Otterebach (links), 4,4 km
- Elsigbach (rechts), 4,2 km
- Helkegräbli (links), 0,5 km
- Ruessigrabe (links), 0,8 km
- Roufmattabach (rechts), 1,1 km
- Stiwidgräbli (rechts), 1,0 km
- Bollergrabe (links), 1,0 km

### Engstligenfälle
Die Engstligenfälle südlich von Adelboden im Berner Oberland gehören zu den höchsten Wasserfällen der Schweiz und sind im Bundesinventar der Landschaften und Naturdenkmäler von nationaler Bedeutung aufgenommen.

## Hydrologie

### Abflusswerte
An der Mündung der Engstlige in die Kander beträgt ihre modellierte mittlere Abflussmenge (MQ) 5,51 m³/s. Ihr Abflussregimetyp ist nival alpin und ihre Abflussvariabilität beträgt 18.
Der  modellierte monatliche mittlere Abfluss (MQ) der Engstlige in m³/s

### Hochwasser
Die Engstlige kann in der Schneeschmelze oder nach längeren Regenfällen sehr viel Wasser führen und ist dann ein reissendes Wildwasser. Sie führt aufgrund der Seitenbäche von der Niesenkette viel Geschiebe mit sich, wesentlich mehr als die Kander mit sich führt, was vor der Kanderkorrektur ein grosses Problem darstellte.

## Brücken

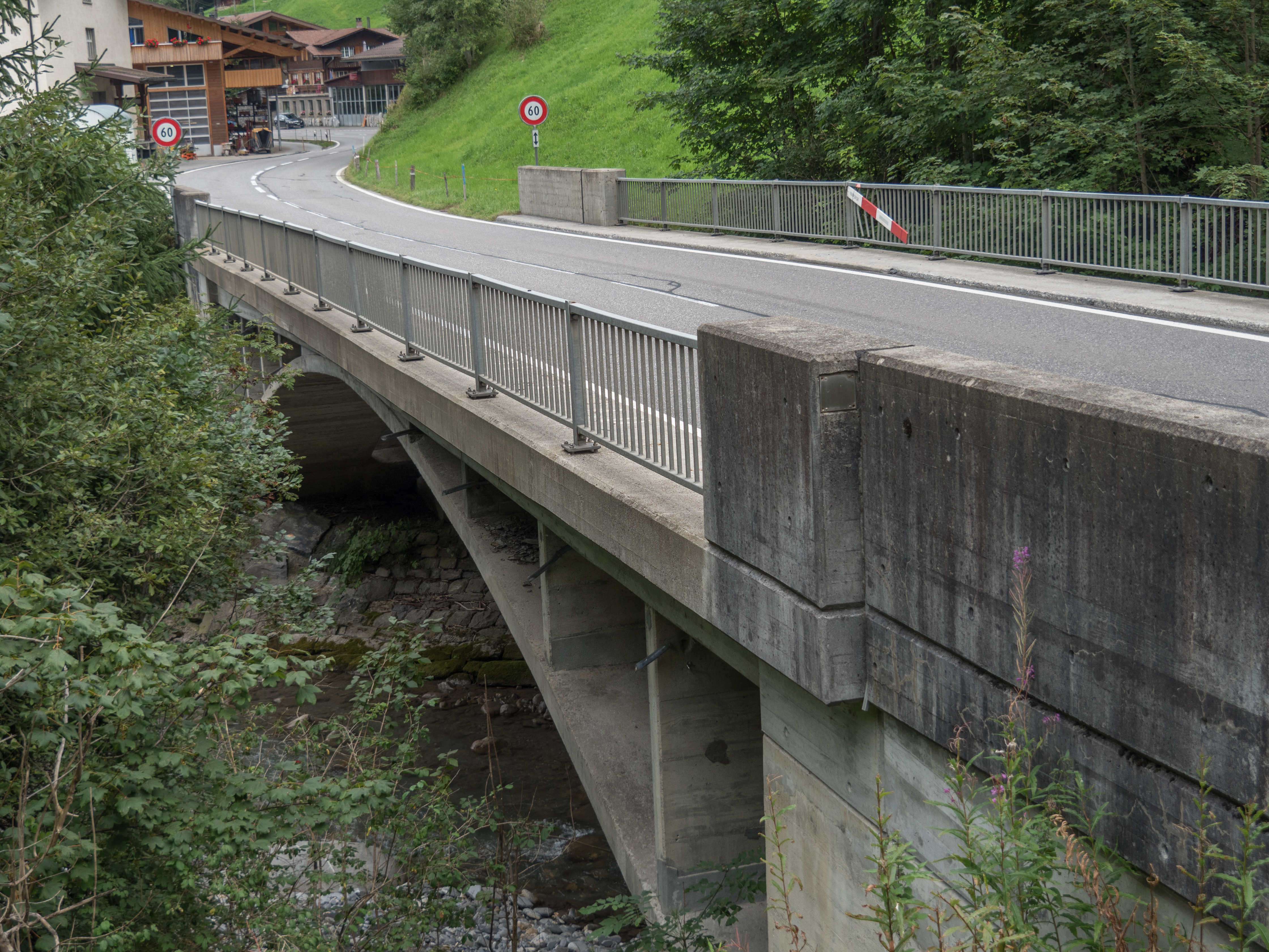
Die Spittelbrücke von Robert Maillart wurde 1931 eröffnet.

39 Übergänge überqueren den Fluss: 18 Strassenbrücken, 17 Fussgängerbrücken, zwei Feldwegbrücken, eine Eisenbahnbrücke und eine Rohrträgerbrücke.

## Freizeit und Erholung

### Tourismus
Durch die beeindruckenden Naturschönheiten wie den Wasserfällen kommen viele Touristen ins Engstligental.
Auch sehenswert ist der Pochtenkessel, ein Katarakt unterhalb der Einmündung des Tschentebachs.
Oberhalb von Frutigen bildet die Engstlige ein Auengebiet von nationaler Bedeutung.

### Wassersport
Für Kanuten hat die Engstlige von Achseten bis zum Kieswerk Frutigen den Schwierigkeitsgrad IV. Der Pochtenkessel oberhalb Achseten ist nicht befahrbar; die Strecke oberhalb hat ein starkes Gefälle und ist sehr schwierig.